# Callochiton elongatus
Callochiton elongatus är en blötdjursart som beskrevs av May 1920. Callochiton elongatus ingår i släktet Callochiton och familjen Ischnochitonidae.
Artens utbredningsområde är Tasmanien. Inga underarter finns listade i Catalogue of Life.